# Gruyères (Fribourg)
Pour les articles homonymes, voir Gruyères et Gruyère.
Gruyères (prononcé : /ɡʁy.jɛʁ/ ou /ɡʁɥi.jɛʁ/ ; Grevire  en patois fribourgeois) est une commune suisse du canton de Fribourg, située dans le district de la Gruyère.

## Géographie

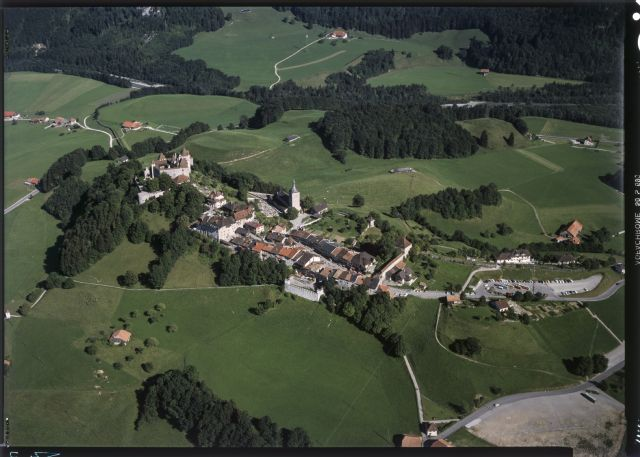
Vue aérienne du village de Gruyères (photo : fonds photographique de Swissair)

La commune de Gruyères a une superficie de 28,38 km2. 5,5 % de cette superficie correspond à des surfaces d'habitat ou d'infrastructure, 40,5 % à des surfaces agricoles, 49,9 % à des surfaces boisées et 4,1 % à des surfaces improductives.

### Situation

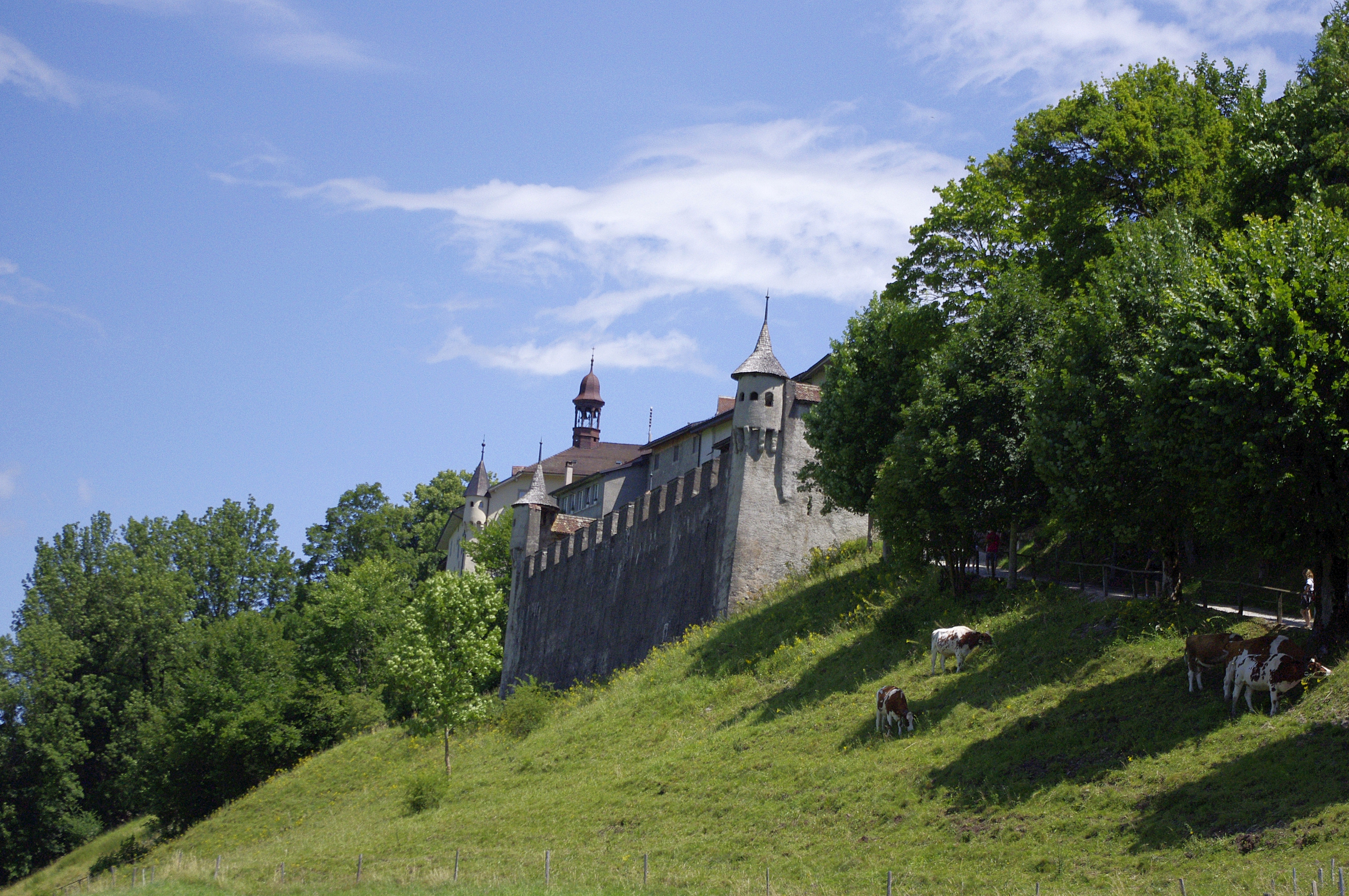
Les murs de la ville

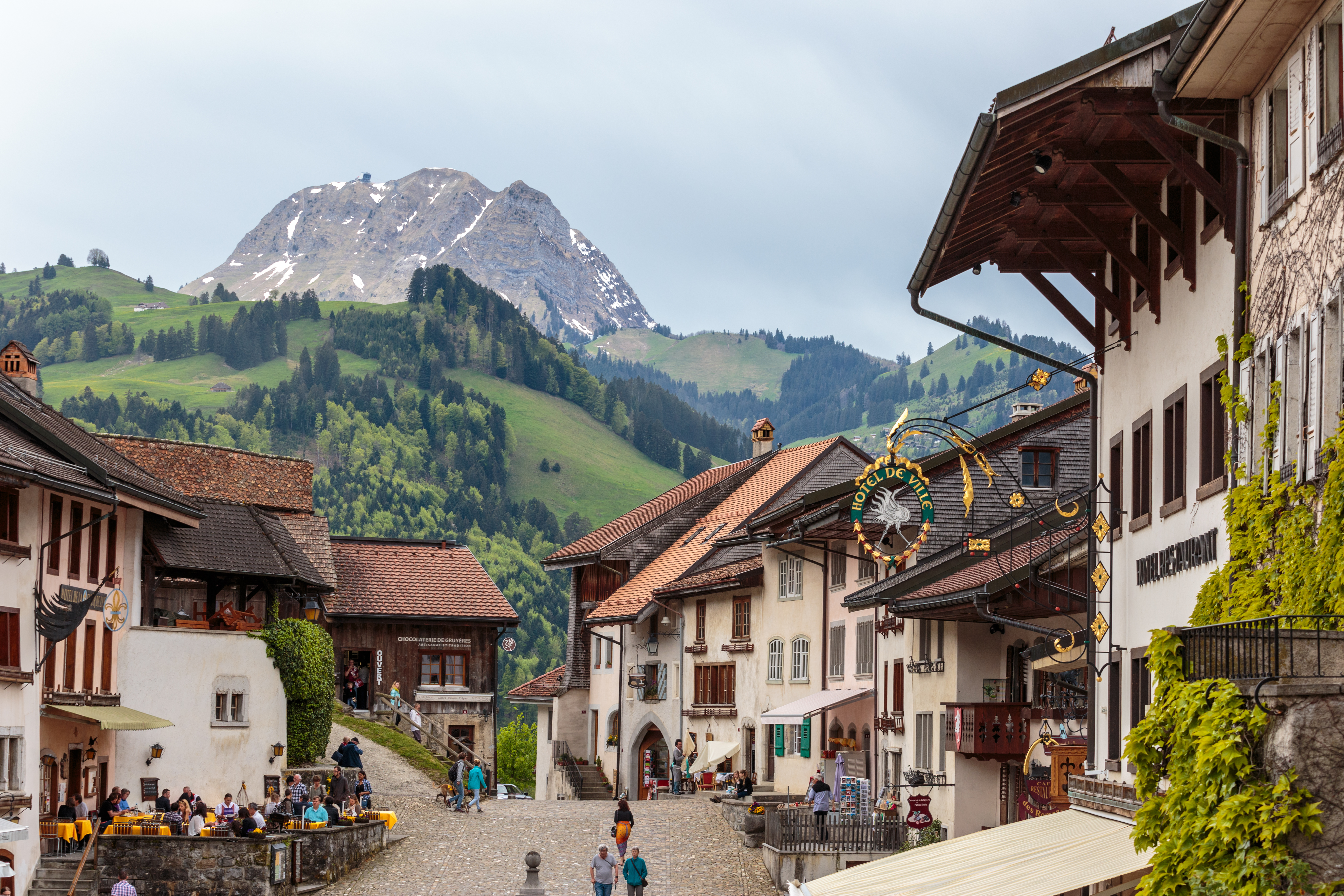
Rue du Bourg & Moléson

Gruyères est située à 33 km de la ville de Fribourg et à 5 km de Bulle, à l'entrée de la vallée de l'Intyamon. À l'instar de la ville de Bulle, elle occupe une position de contact entre le Plateau suisse et les Préalpes fribourgeoises. La commune comprend, outre la ville de Gruyères, les villages de Pringy et Épagny, les hameaux du Pont et de Saussivue ainsi que la station de Moléson-sur-Gruyères. Elle est limitrophe des communes de Bas-Intyamon, Broc, Bulle, Haut-Intyamon, Le Pâquier, Semsales, Val-de-Charmey, Vaulruz et Vuadens.

### Site

Photo aérienne (1964)

La cité médiévale de Gruyères occupe une position remarquable sur un éperon rocheux qui domine la vallée de la Sarine. Son altitude moyenne est d'environ 800 m tandis que les villages de Pringy et d'Epagny, situés dans la plaine au pied de la colline, ont une altitude de 750 m et 715 m respectivement. La station de Moléson-sur-Gruyères culmine à environ 1 130 m d'altitude, au pied du Moléson. Le point le plus bas de la commune, la Sarine près de Broc, est situé à 693 m d'altitude ; le point le plus haut, le sommet du Moléson, culmine à 2 002 m.
La commune est traversée d'ouest en est par le torrent de l'Albeuve qui prend sa source sur les flancs du Moléson et se jette dans la Trême non loin d'Épagny. La Sarine la traverse également du sud vers le nord sur quelques centaines de mètres. Un pont couvert, le Pont qui Branle, la franchit dans son tracé gruyérien.

### Transport
Gruyères possède une gare ferroviaire située sur la ligne à voie métrique Palézieux–Bulle–Montbovon des Transports Publics Fribourgeois. Côté Bulle, on peut rejoindre Romont et Fribourg par les TPF et côté Montbovon, on peut rejoindre Montreux ou Château-d'Œx via le MOB. La commune est traversée du nord au sud par la route principale 190.

## Histoire
Gruyères, ville de marché en 1195, s'est développé sous le comte Rodolphe Ier de Gruyère non loin d'une villa et d'une nécropole romaine du IIIe siècle situées à Épagny (Fribourg). Elle succède à Château-d'Œx comme chef-lieu d'un comté. La ville s'articule alors autour de son château et d'un bourg qui s'agrandit grâce au comte Rodolphe III de Gruyère, ce dernier fonde aussi l'église Saint Théodule en mai 1254. En 1397 la ville bénéficiera de franchises sous le comte Rodolphe IV de Gruyère.

## Démographie
La commune compte 2 301 habitants au 31 décembre 2023 pour une densité de population de 81 hab/km2. Sur la période 2010-2023, sa population a augmenté de 28,6 % (canton : 22,6 % ; Suisse : 9,4 %).  

## Culture et patrimoine
Juchée sur sa colline, la ville de Gruyères dispose d'un remarquable patrimoine médiéval et Renaissance. Les villages et hameaux de la commune abritent quant à eux quelques autres bâtiments historiques.
Depuis 2016, le village fait partie de l'association Les plus beaux villages de Suisse. Il obtient en 2021 le label Meilleurs villages touristiques de l'Organisation mondiale du tourisme.

### Héraldique
| Blason | Blasonnement : De gueules à la grue au vol dressé d'argent. |

### Patrimoine religieux
- Église dédiée à saint Théodule, consacrée en 1254 sous le comte Rodolphe III de Gruyère. Orgue historique Scherrer[9]. Sonnerie de 8 cloches, sur sib2, coulée au XIXe siècle par Constant et Charles Arnoux de Morteau, puis complétée en 2004 par Paccard d'Annecy.

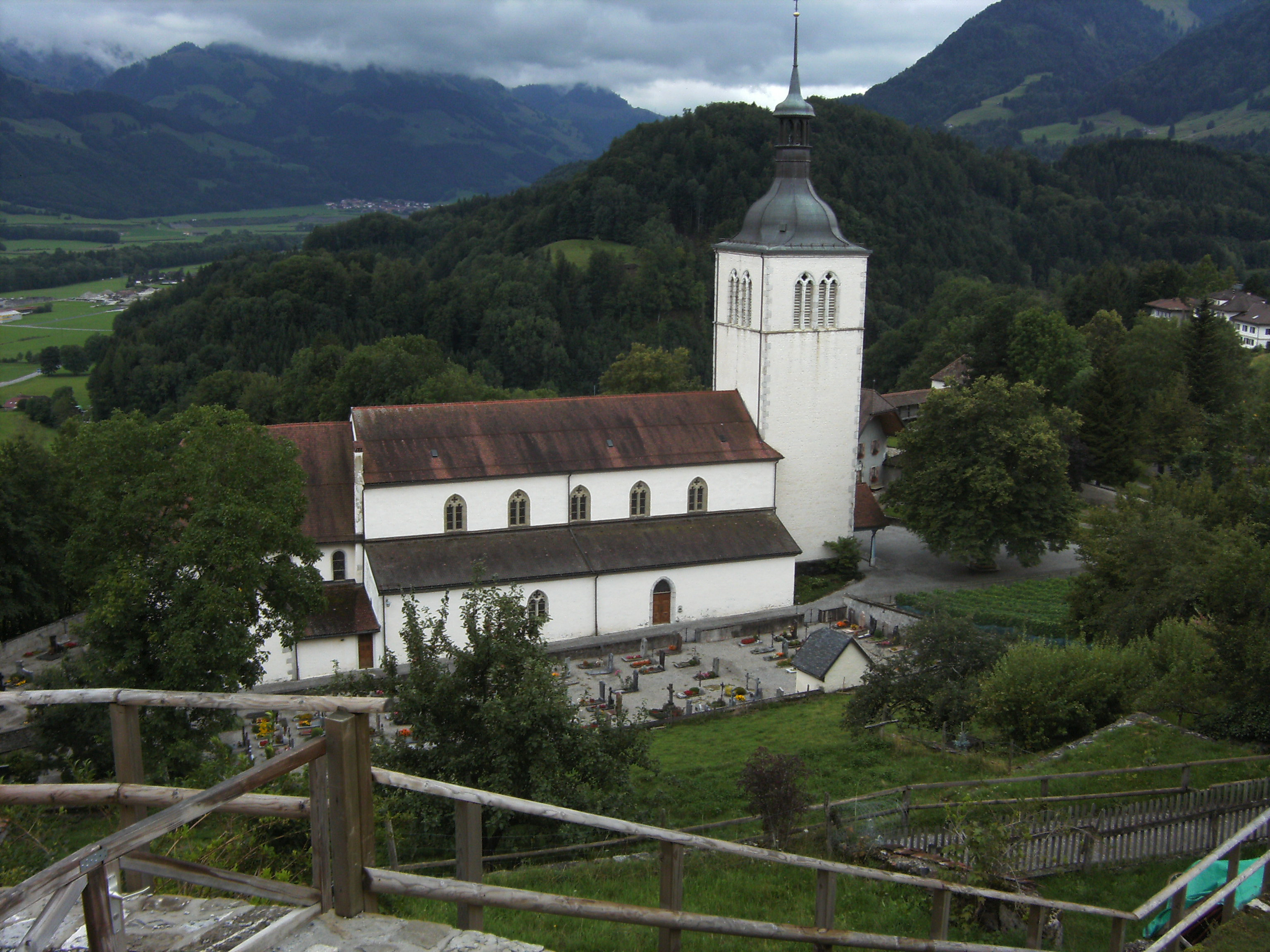
Église Saint-Théodule
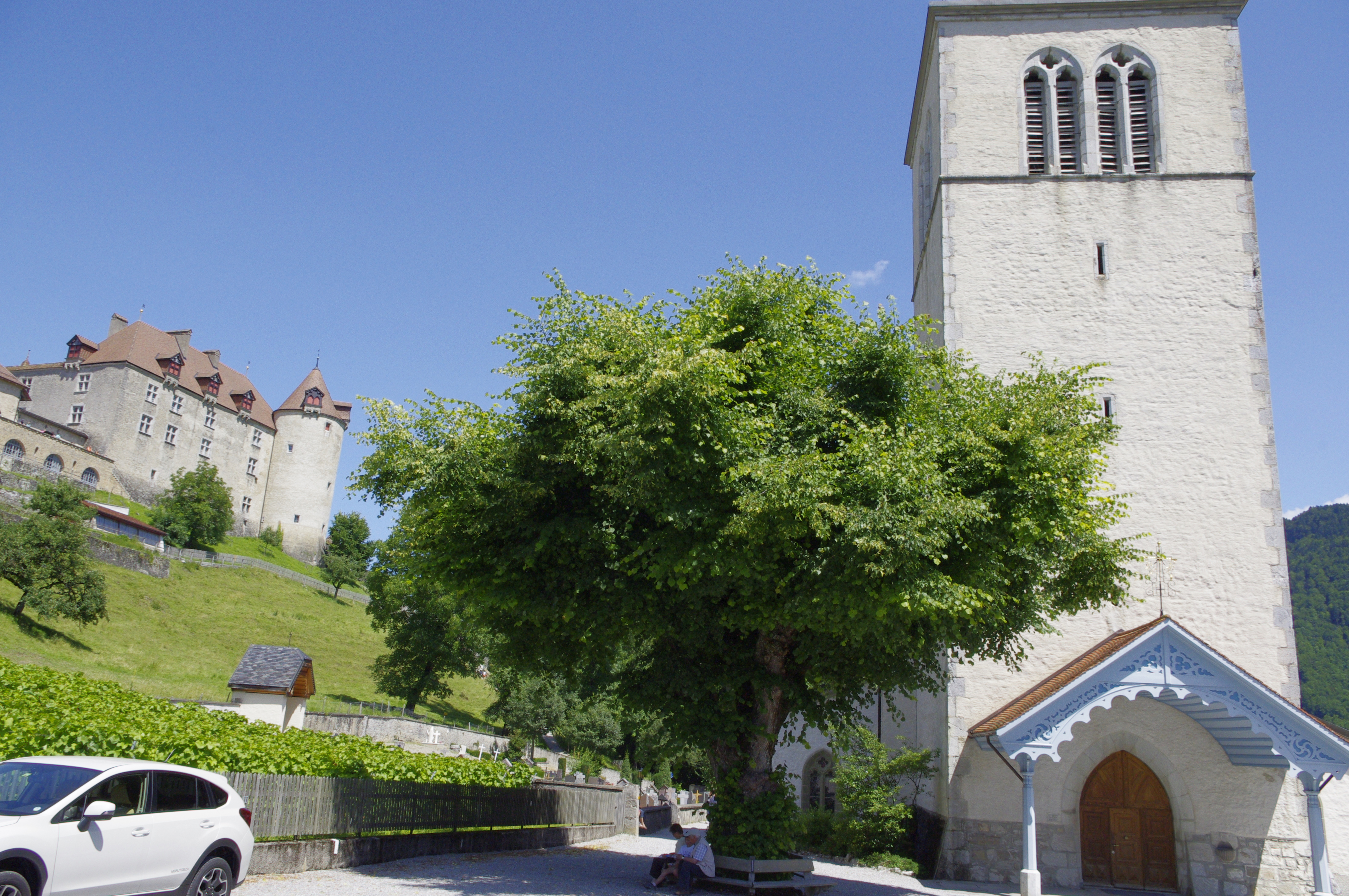
Église Saint-Théodule en été
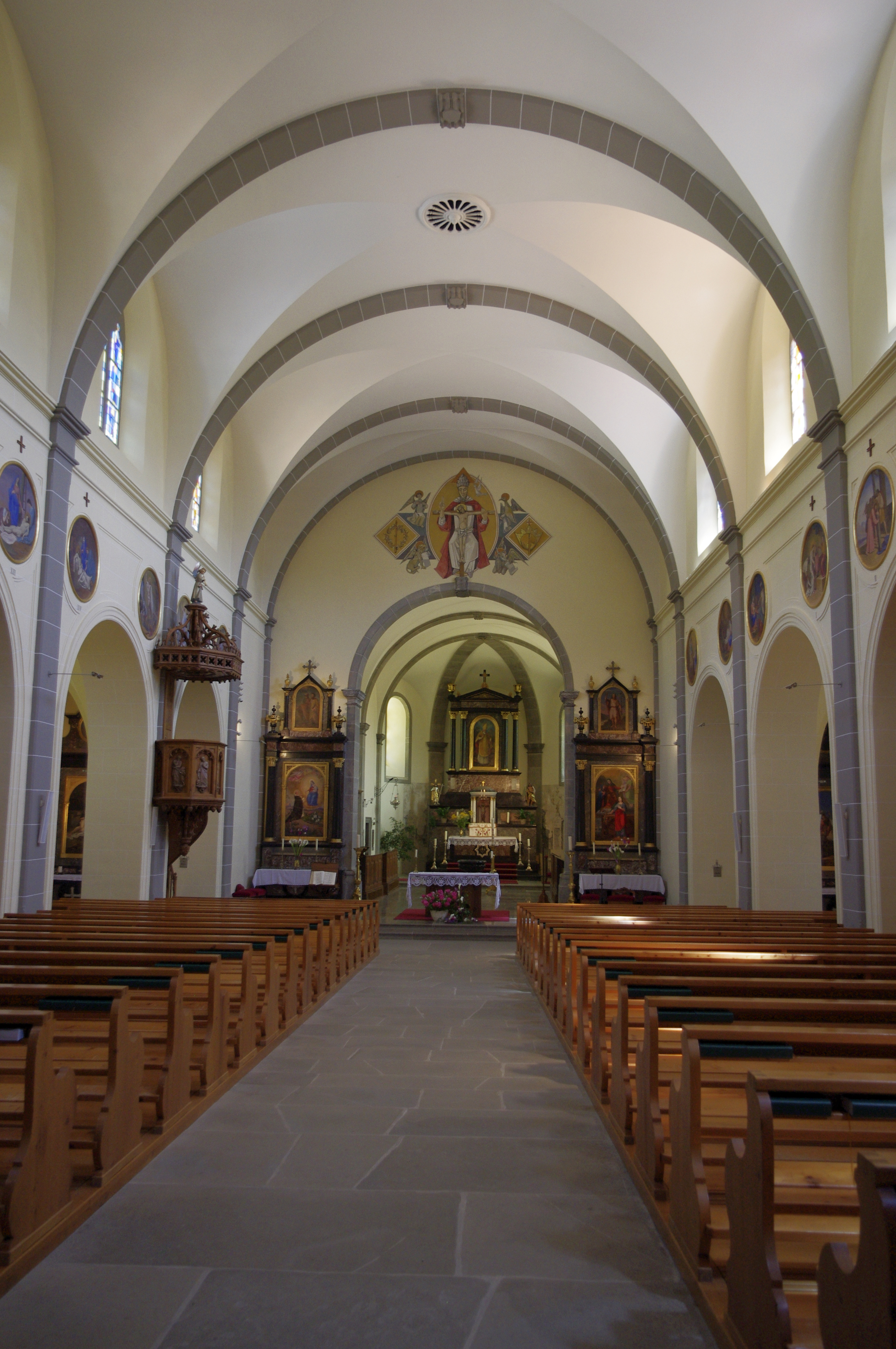
L'intérieur de l'église
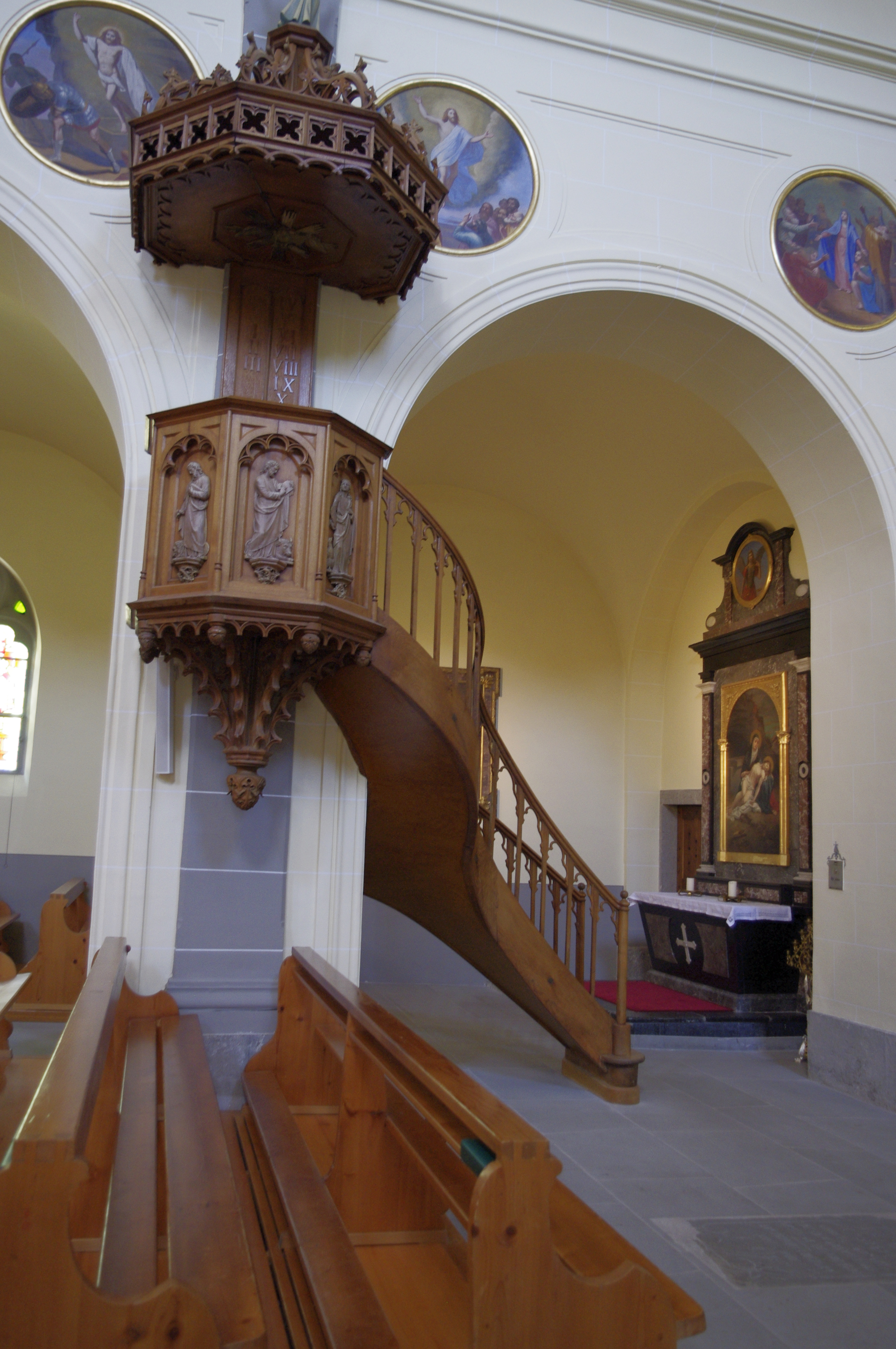
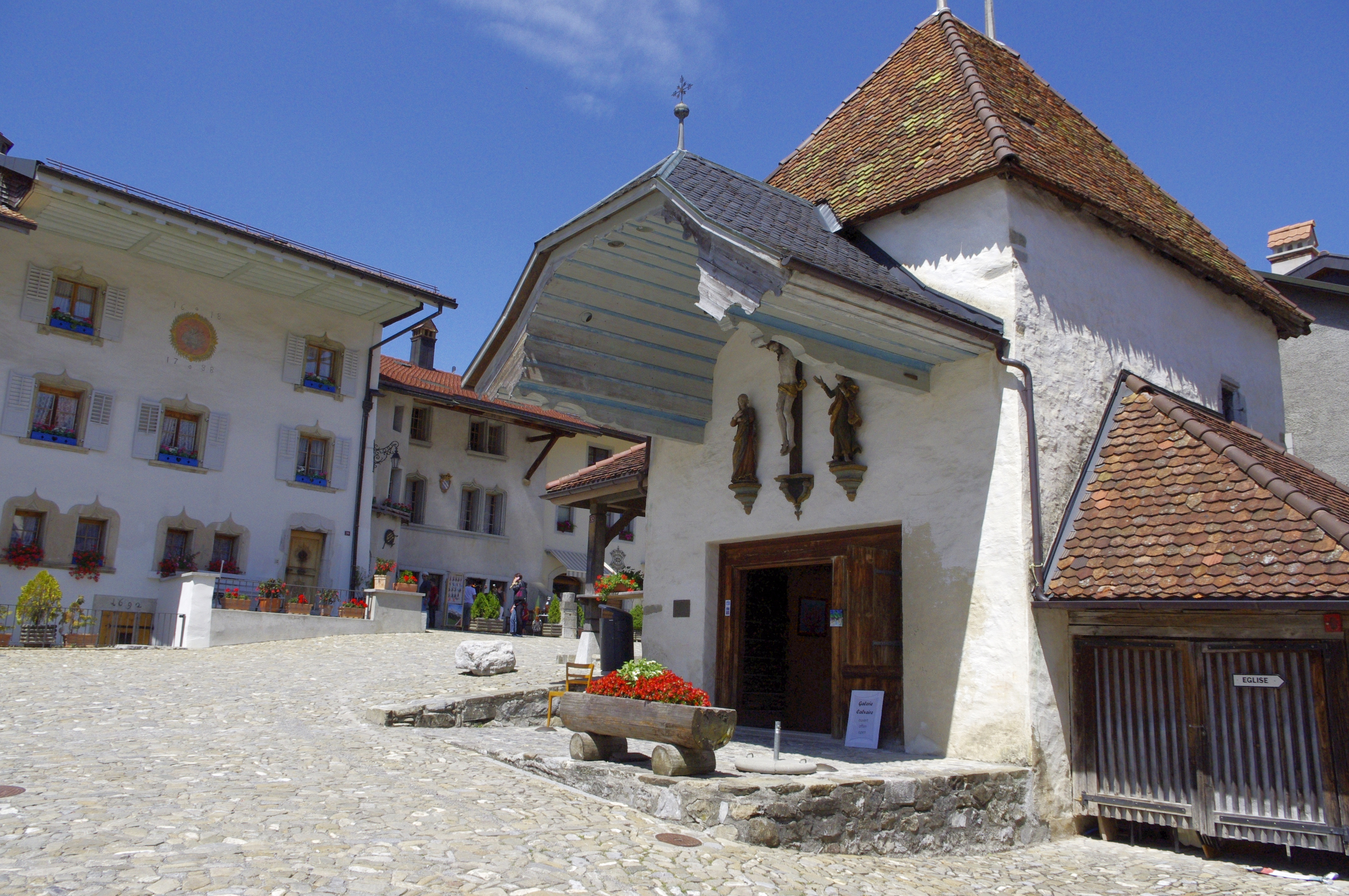
Le calvaire, bâtiment du XVIe siècle

- Chapelle dédiée à Saint Sébastien et Saint Roch, dite chapelle du Berceau, construite en 1612 après l'épidémie de peste.
- Chapelle dédiée à Sainte Anne à Épagny, édifiée en 1740.
- Chapelle dédiée à (Sainte Agathe) à Pringy, édifiée en 1811.
- Chapelle dédiée à (Sainte Agathe et Sainte Barbe) à Pringy, construite en 1823 après la grande inondation de 1701.
- Ancienne Chartreuse de la Part-Dieu fondée en 1307.

### Patrimoine civil
La ville possède un château médiéval, un ensemble de fortifications (remparts et belluard) et quelques édifices remarquablement conservés.

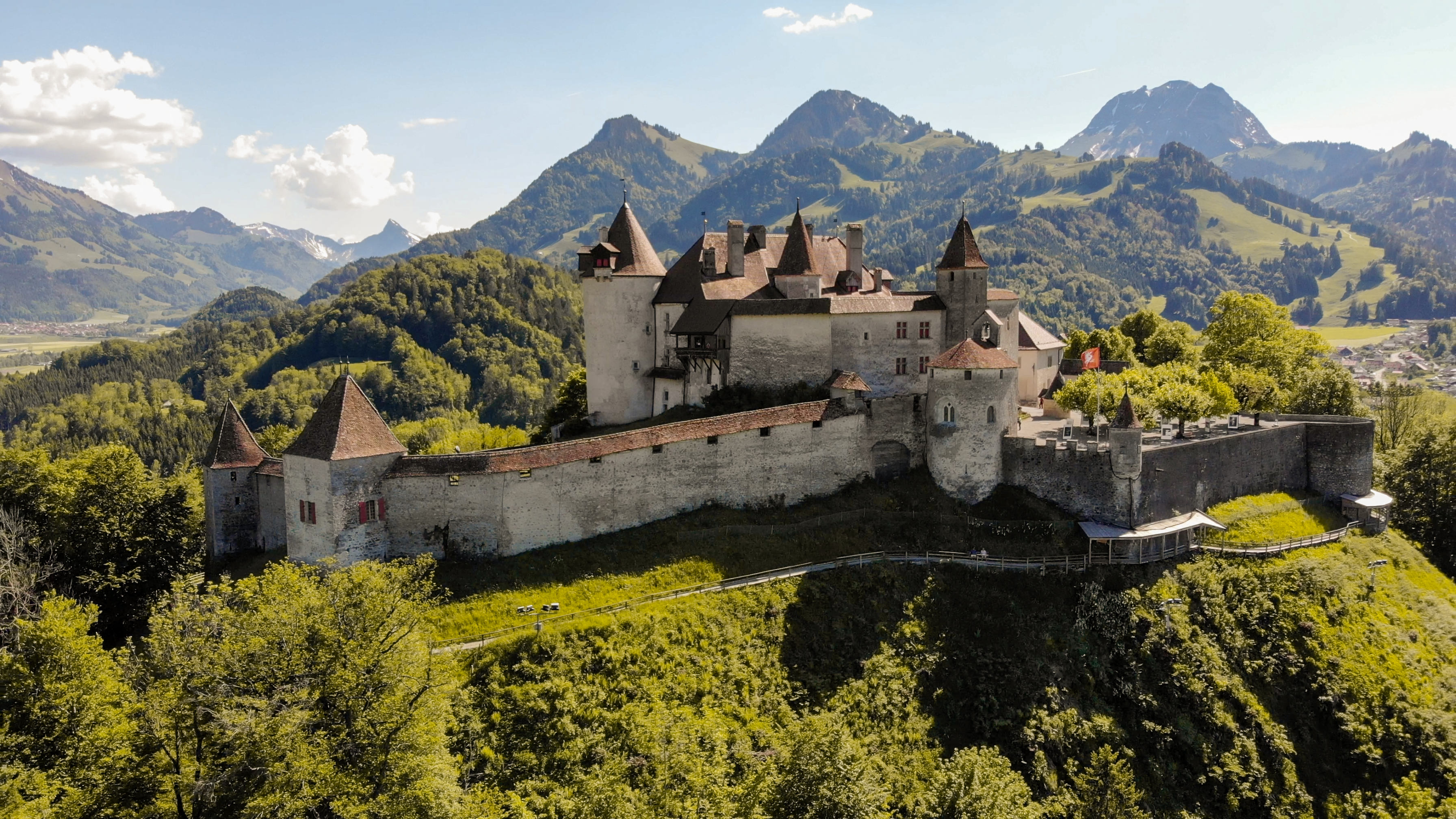
Le Château de Gruyères
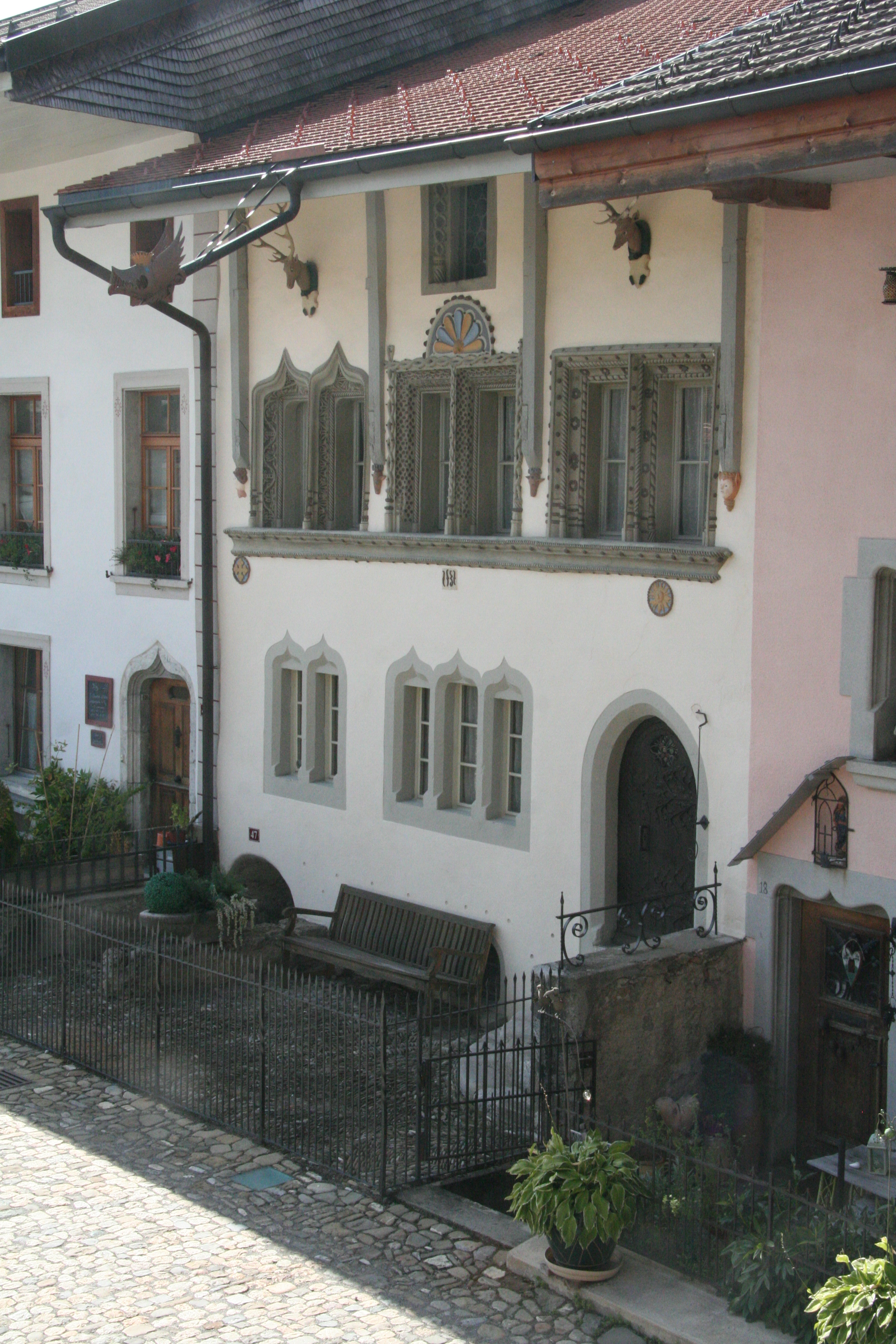
Maison de Chalamala de 1531
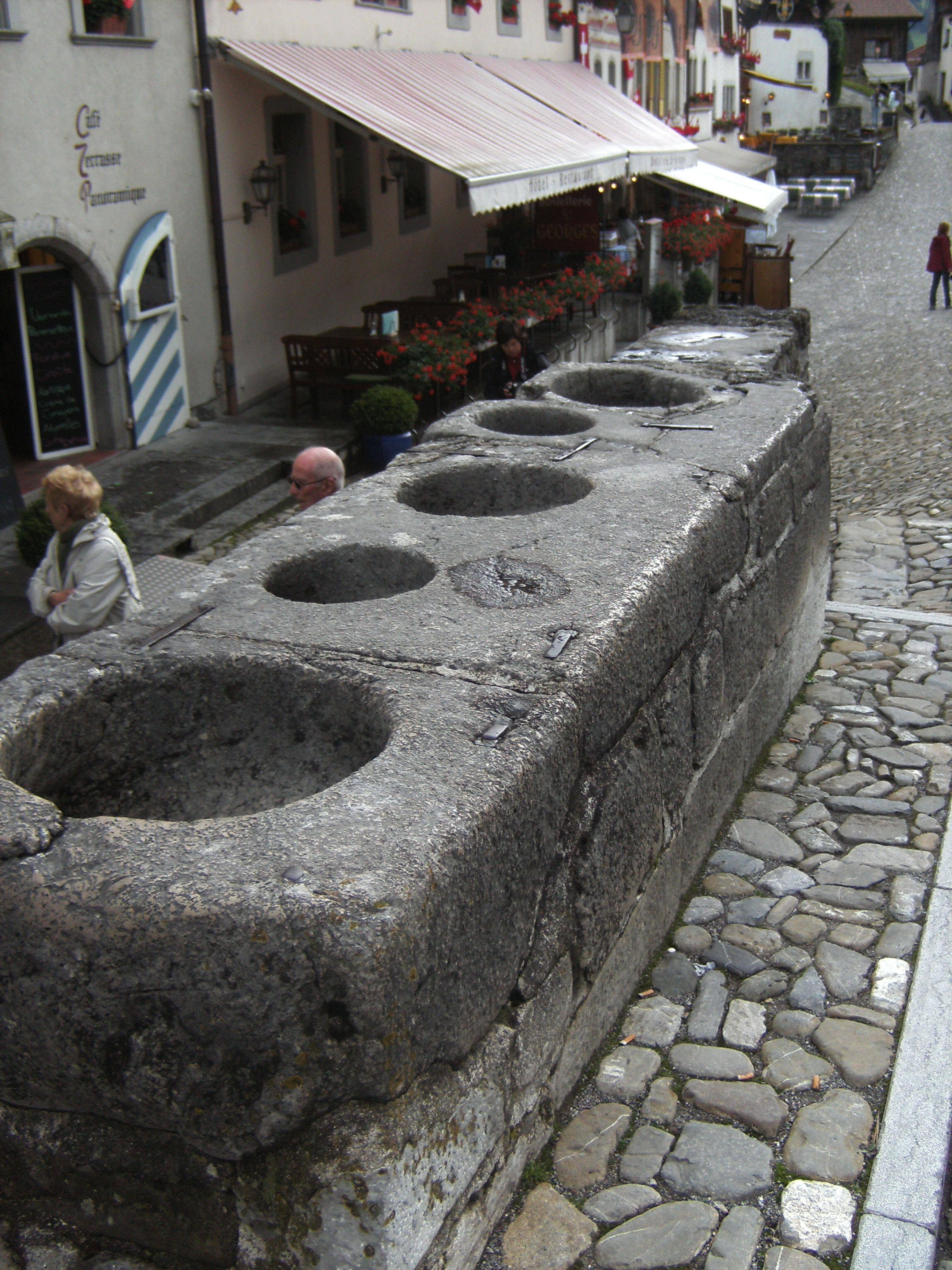
Mesures à grain en pierre sur la place du marché - XIIe siècle. Vue supérieure.
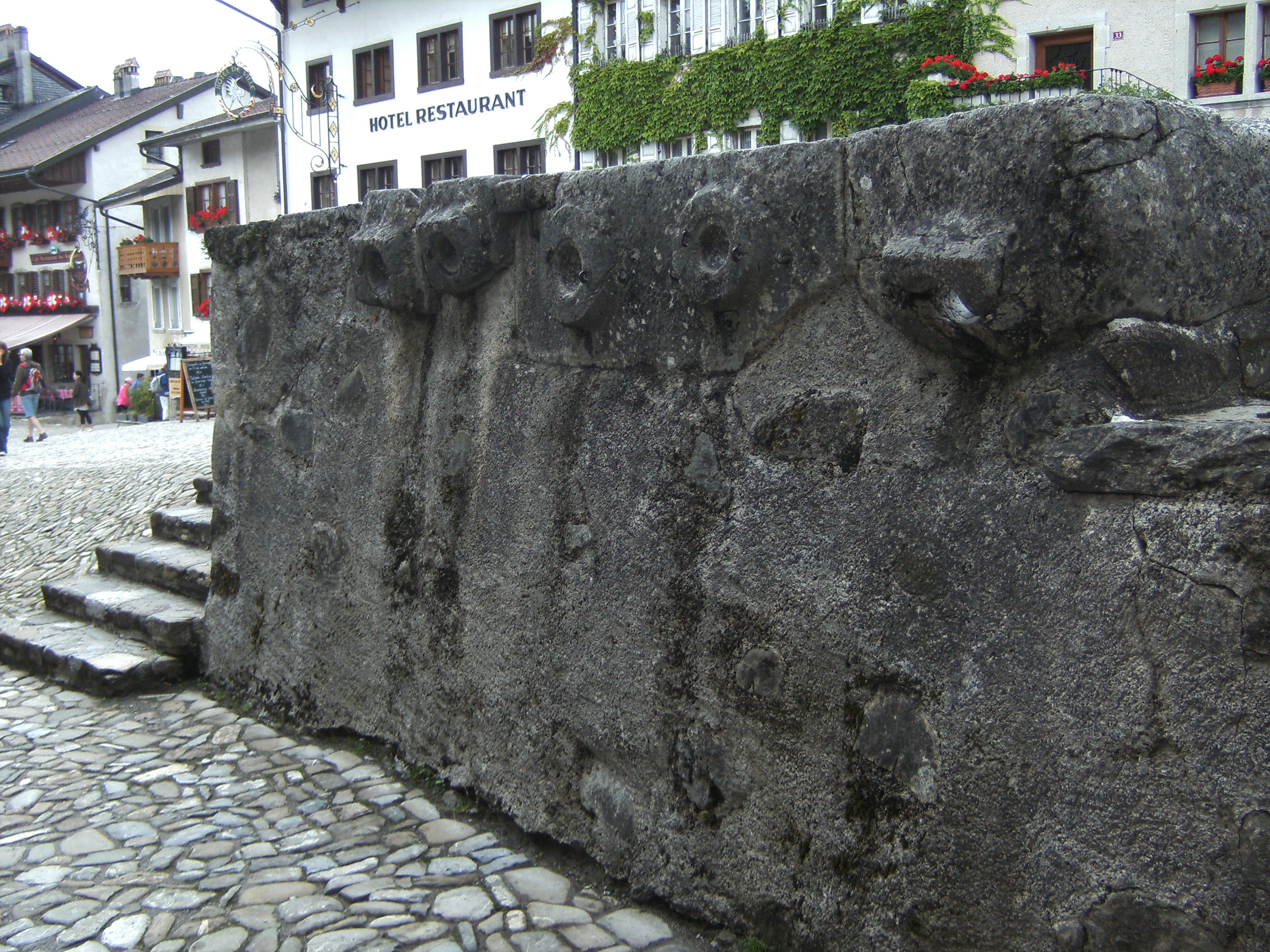
Vue latérale.

### Musées

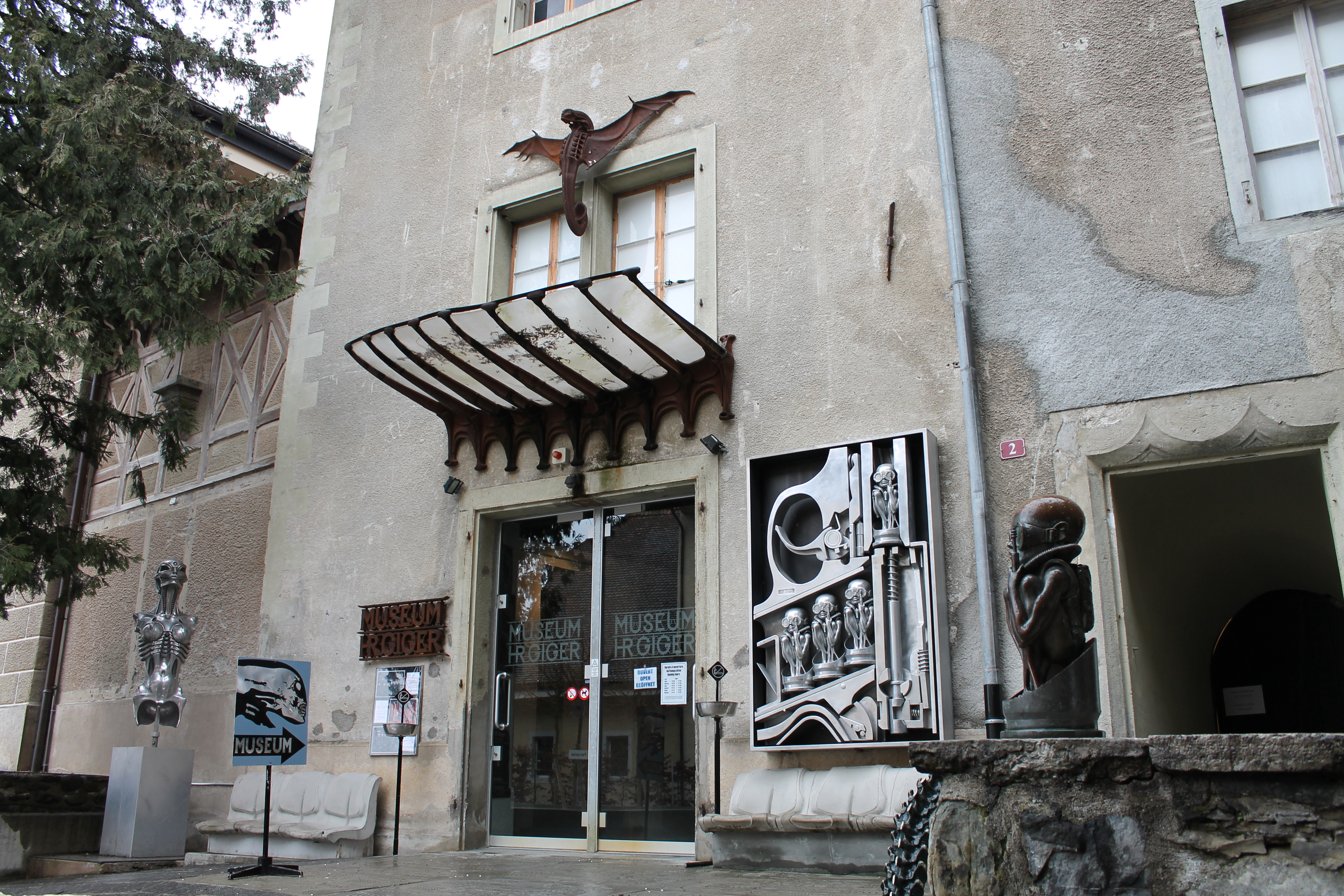
Entrée du musée HR Giger Museum de Gruyères.

- Musée du Château de Gruyères, château médiéval à visiter. La visite offre une promenade à travers huit siècles d'architecture, d'histoire et de culture (salle multimédia).
- Musée du Tibet (Gruyères) sur l'art bouddhiste tibétain, fondé en 2009[10].
- Musée « la Maison du Gruyère », fabrication et histoire du fromage.
- Musée HR Giger, consacré à Hans Ruedi Giger le créateur du design du xénomorphe dans la série de films Alien (château Saint-Germain).

### Gastronomie
- La fondue moitié-moitié (au fromage)
- La fondue vacherin (au fromage)
- Spécialité d'automne : la chasse
- Crème double (accompagnée de meringues ou de fruits rouges)[11]
- Fromages de la région : 
  - Le gruyère (AOP)
  - Le vacherin fribourgeois (AOP)
- La soupe de chalet

### Personnalités
- Victor Tissot, homme de lettres.